# Клиноптилолит
Клиноптилолит — один из самых распространённых природных цеолитов. Входит в состав осадочных пород вулканогенного происхождения. Содержит микропористую композицию из тетраэдров диоксида кремния и оксида алюминия. Название происходит от греческих слов «клино» (κλίνω; «наклонный»), «птило» (φτερών; «перо») и «литос» (λίθος; «камень»).

## Описание
Имеет сложную формулу: (Na, K, Ca)2-3Al3(Al, Si)2Si13O36 •12H2O. Представляет собой белые до красноватых табличных моноклинных тектосиликатных кристаллов с твёрдостью Мооса 3,5-4 и удельным весом 2,1-2,2 кг/м3. Обычно образуется как продукт девитрификации осколков вулканического стекла в туфе и в виде везикулярных пломб в базальтах, андезитах и риолитах. Был описан Совином Каньоне, округ Сан-Бернардино, штат Калифорния, а также в Болгарии.
Образует серии твёрдых растворов с гейландитом: клиноптилолит-Са-гейландит-Са; клиноптилолит-К-гейландит-К; клиноптилолит-Na-гейландит-Na.

## Применение
Использование клиноптилолита в промышленности и науке связано с его ионообменными свойствами, он имеет сильное сродство к катиону аммония (NH4+). Типичным примером является использование клиноптилолита в качестве сенсора мочевины на основе ферментов. Он также используется в качестве удобрения и продается в качестве дезодорирующего средства в виде кусочков гальки в мешочках.
Исследования, как правило, сосредоточены вокруг берегов Эгейского моря из-за обилия природного клиноптилолита в легкодоступных поверхностных отложениях.
Природный цеолит клиноптилолит снижает выщелачивание токсичных элементов из отходов горнодобывающей промышленности. Добавление клиноптилолита в почву, загрязненную отходами добычи, повышает pH и снижает концентрацию Cd и Mn.

## Биологическая активность
Клиноптилолит и его активированные формы оказывают положительное влияние на здоровье кишечника и микробиоту кишечника, а также обладают детоксицирующим, антиоксидантным, иммуностимулирующим и противовоспалительным действием, что актуально для лечения нейродегенеративных заболеваний, особенно болезни Альцгеймера и болезни Паркинсона.
Исследование на крысах показало, что клиноптилолит, разновидность цеолита, может снижать риск развития рака толстой кишки, вызванного 1,2-диметилгидразином (ДМГ).
In vivo эксперименты на мышах, предварительно обработанных клиноптилолитом, показали снижение уровня глюкозы в крови после приема глюкозы.